# Meitantei Conan - Gōka no himawari
Meitantei Conan - Gōka no himawari (名探偵コナン 業火の向日葵?, Meitantei Konan - Gōka no himawari, lett. "Detective Conan - I girasoli del fuoco infernale"), conosciuto anche con il titolo internazionale Detective Conan: Sunflowers of Inferno, è un film d'animazione del 2015 diretto da Kōbun Shizuno.
Si tratta del diciannovesimo film dedicato alla serie anime Detective Conan, nonché il ventesimo contando anche il crossover Lupin Terzo vs Detective Conan, uscito in Giappone il 18 aprile 2015, settant'anni dopo la fine della seconda guerra mondiale.
Il Sompo Japan Nipponkoa ha fatto da consulente alla produzione. È dedicato a Yasuo Urakami, il direttore del suono, morto per causa sconosciuta il 18 dicembre 2014.

## Trama
Il famoso quadro Natura morta: Vaso con cinque girasoli del pittore olandese Vincent van Gogh, che si credeva distrutto nella villa del milionario Koyata Yamamoto di Ashiya durante i bombardamenti aerei statunitensi del 6 agosto 1945, viene messo in vendita a un'asta serale di Manhattan, cui sono ammesse solo le persone molto facoltose del mondo.
Jirokichi Suzuki, insieme a Sonoko, riesce a comprarlo per 300 milioni di dollari e, come afferma in diretta internazionale, vuole raccogliere tutti i sette dipinti della serie sui Girasoli di Arles sparsi nel mondo ed esporli in Giappone, ad una mostra di Shinjuku, dotata di un perfetto sistema di sicurezza. Per proteggere il dipinto, ingaggia sette specialisti in materia, compreso Kogoro, conosciuti come "I sette samurai".
Si presenta però Kaito Kid, che vuole rubare la preziosa opera. Mentre si scatena il panico, compare anche Shinichi Kudo, avendo ricevuto la notizia della sua apparizione. Kaito Kid viene sospettato a torto anche di un attentato terroristico, ma Conan scopre la verità e incastra la colpevole con la voce di Shinichi. Conan ha salvato il quadro dalla distruzione ed è lui l'ultimo vero samurai. Jirokichi ha scelto Kogoro proprio perché voleva che ci fosse l'"Anti-Kid" al suo fianco.
Kid racconta all'ispettore Charlie del dipartimento di polizia di New York la storia della giovinezza del suo assistente al tempo della guerra. Yamamoto lo assunse come domestico e il suo primo amore fu Umeno, la giovane padrona della casa, ma era segretamente innamorata del carpentiere Kyōsuke Azuma, che aveva già una famiglia. Prima di finire carbonizzato tra le fiamme del bombardamento, Azuma affidò il capolavoro a Umeno, confidando che un giorno, in Giappone, il museo di cui parlava il suo maestro Saneatsu Mushanokōji lo avrebbe mostrato al mondo intero. Jii assistette all'intera scena, portando in salvo Umeno e il dipinto.
Per proteggerlo dalle forze alleate, il dipinto fu spacciato per un'imitazione e poi trasportato in Europa, per essere nascosto in un vecchio cottage ad Arles, nel sud della Francia. Grazie al racconto di Jii, un anno prima, Kōichi e Kōji, nipoti gemelli di Azuma, lo ritrovarono dopo una lunga ricerca. Durante la mostra, travestito dalla guardia del corpo Zengo Goto, Jii piange felice quando vede sul monitor Umeno commossa rivedendo il dipinto.
La storia d'amore dietro il dipinto colpisce abbastanza Charlie, così per questa volta lascia andare Kaito Kid.

## Colonna sonora
La sigla finale è Oh! Rival (オー！リバル?, Ō! Ribaru), dei Porno Graffitti.

## Distribuzione

### Edizioni home video
In Giappone, il film è uscito in DVD e Blu-ray Disc il 25 novembre 2015.

## Accoglienza
Il film ha incassato 4.45 miliardi di yen, rendendolo ancora campione di incassi.

## Versione a fumetti
Un manga tratto dal film e con lo stesso titolo, disegnato da Yutaka Abe e Denjirō Maru, disegnatori anche di alcuni volumi di Detective Conan Special Cases, è in corso di pubblicazione sulla rivista Shōnen Sunday Super ed è uscito il 18 novembre 2015.